# 師樞安
師樞安（1915年9月29日—1999年12月28日），美国外交官，歷任中華民國政府遷台後第一任美國大使館臨時代辦及美國駐伊拉克大使等職。

## 生平
師樞安生於芝加哥，後遷居威斯康辛州伯洛伊特。伯洛伊特學院畢業，後又入威斯康星大学麦迪逊分校深造。1939年進入外交界，曾派駐捷克斯洛伐克布拉格和南非德班，1949年12月赴台灣台北兼任駐台北總領事兼一等秘書，並負責美國駐中華民國大使館在台復館之籌備業務，於設館後任臨時代辦。1961年任職於美國國務院近東事務局。1963年—1967年任美國駐伊拉克大使。之後未再擔任公職。
師樞安的兒子格里德利·史壯（Gridley Barstow Strong）在越南战争期間於美国海军陆战队服役，並於溪生战役中陣亡。